# أليساندرو باستوني
أليساندرو باستوني (مواليد 13 أبريل 1999) هو لاعب كرة قدم إيطالي يلعب كمدافع في نادي إنتر ميلان.
ويعتبر على نطاق واسع من افضل قلوب الدفاع في العالم وأوروبا..

## الإنجازات
إيطاليا
- كأس أمم أوروبا: 2021

 إنتر ميلان
- الدوري الإيطالي : 2021[2] 2024
- كأس السوبر الإيطالي : 2024,2023,2022
- كأس إيطاليا : 2022 , 2023

## روابط خارجية
- أليساندرو باستوني على موقع الاتحاد الدولي (مؤرشف)  (الإنجليزية)
- أليساندرو باستوني على موقع الاتحاد الأوربي (الإنجليزية)
- أليساندرو باستوني على موقع إي إس بي إن إف سي (الإنجليزية)
- أليساندرو باستوني على موقع قاعدة بيانات كرة القدم.إي يو (الإنجليزية)
- أليساندرو باستوني على موقع بيانات كرة القدم. دي إي (الألمانية)
- أليساندرو باستوني على موقع ليكيب (الفرنسية)
- أليساندرو باستوني على موقع ناشيونال فوتبول تيمز (الإنجليزية)
- أليساندرو باستوني على موقع Soccerbase.com (لاعب) (الإنجليزية)
- أليساندرو باستوني على موقع Soccerway.com (الإنجليزية)
- أليساندرو باستوني على موقع عالم كرة القدم.نت (الإنجليزية)